# Badesalz

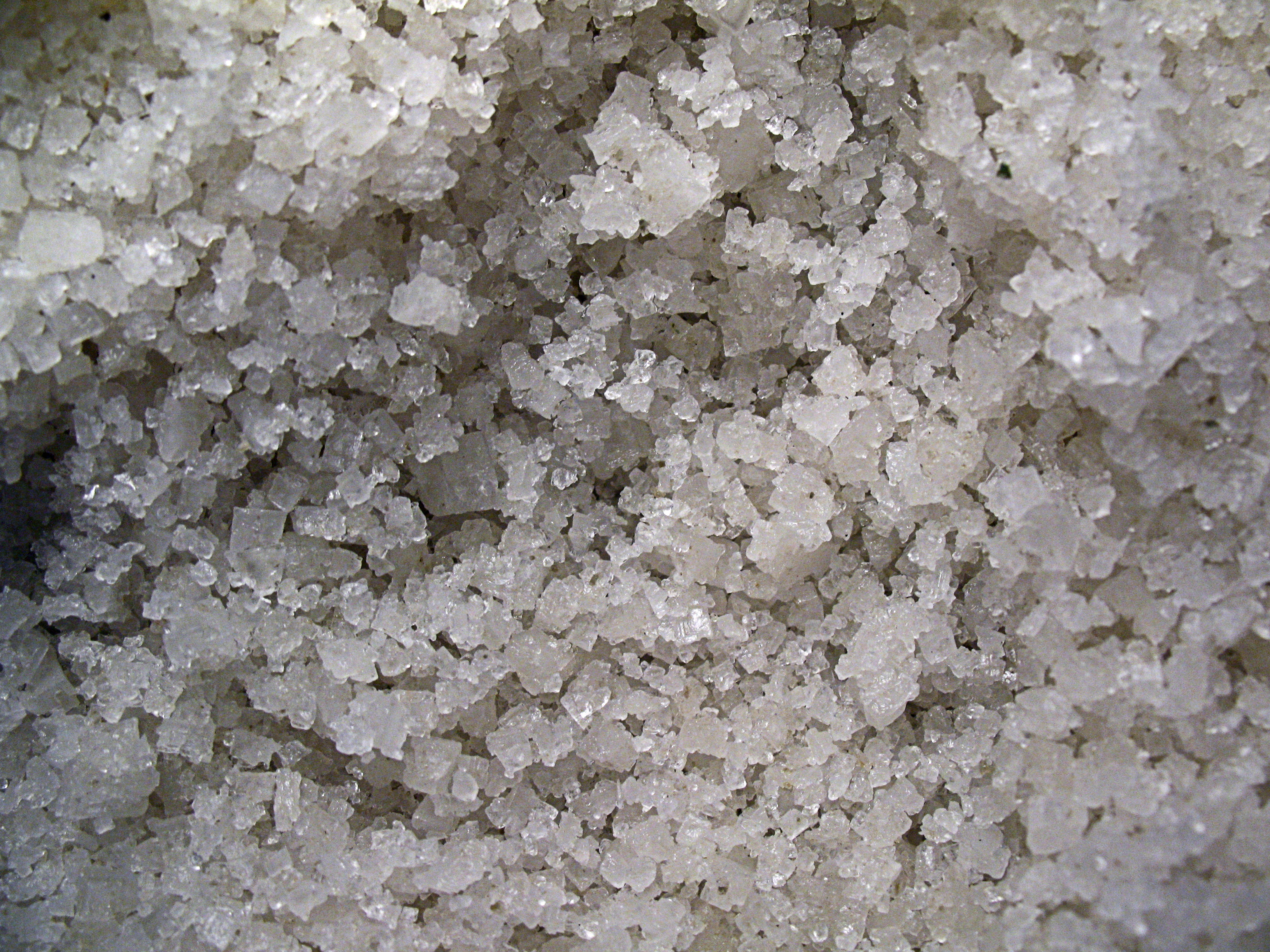
Körniges Badesalz

Badesalz ist ein körniger oder zu Tabletten gepresster Badezusatz, der im Wesentlichen aus anorganischen Salzen wie Natriumchlorid, Natriumphosphat, Magnesiumsulfat, früher auch Borax, sowie bei Badetabletten zusätzlichen Bindemitteln wie Stärke oder Talkum besteht. Glyzerin kann als Feuchthaltemittel und Emolliens enthalten sein.
Sprudelndes Badesalz enthält beispielsweise Natriumhydrogencarbonat und Zitronen- oder Weinsäure. Weiter können kleine Mengen von Tensiden, Duft- und Farbstoffen enthalten sein.

## Wirkung
Badesalz verändert den osmotischen Druck des Wassers. Dadurch quillt die Haut weniger auf. 
Einige Badesalze (zum Beispiel phosphathaltige) haben eine reinigende Wirkung, machen die Haut weich und wirken wie ein Peeling.
Von manchen Badesalzen (zum Beispiel phosphathaltigen oder borathaltigen) wird das Wasser weicher.
Salze erhöhen die relative Dichte und somit den Auftrieb von im Wasser eingetauchten Körpern. Der Körper fühlt sich dadurch leichter im Wasser. Siehe Floating
Badesalze können ähnliche Mineralienmischungen enthalten wie die in Mineralbädern verwendeten Mineralwasser oder heißen Quellen.